# Грузинский, Николай Ильич
Светлейший князь Николай Ильич Грузинский (Багратион-Грузинский)  (7 августа 1844 — 24 октября 1915, Москва) — владимирский губернский предводитель дворянства, виленский губернатор (1899—1901).

## Биография

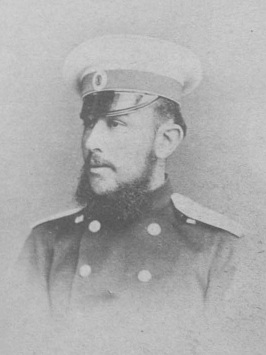
Н. И. Грузинский во время военной службы

Сын грузинского царевича Ильи Георгиевича. Родился 17 августа 1844 года. 12 июня 1863 года из пажей произведен в Нарвский гусарский полк корнетом, с прикомандированием 14 июля того же года к Кавалергардскому полку. 1 апреля 1866 года переведен в кавалергарды. В 1867 году произведен в поручики.
4 августа 1868 года назначен адъютантом к командующему главной квартирой графу А. В. Адлербергу. В 1869 году произведен в штабс-ротмистры. В 1870 году командирован в Версаль к Прусскому королю с собственноручным письмом императора Александра II. 31 марта 1874 года произведен в полковники, с зачислением по гвардейской кавалерии.
В 1877 году находился при главной квартире императора на Дунае. В 1881 году произведен в действительные статские советники и пожалован в должность егермейстера. С 1885 по 1891 год был владимирским губернским предводителем дворянства. В 1896 году назначен на должность виленского вице-губернатора.
В 1899 году назначен виленским губернатором. В январе 1901 года пожалован егермейстером, а 15 сентября того же года почетным опекуном, в 1904 году попечителем Петербургской глазной лечебницы. Скончался 24.10.1915 в Москве. Был похоронен в Покровском монастыре.

## Семья

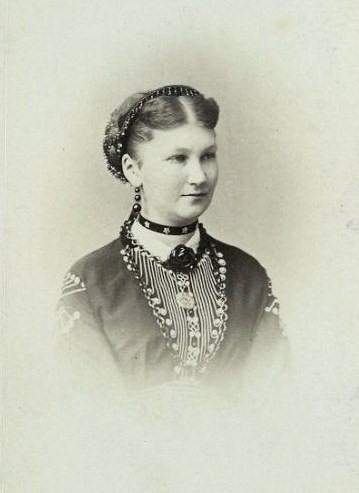
Мария Михайловна

Жена (с 21 августа 1868 года; Карлсруэ) — Мария Михайловна Катенина (24.05.1848—23.10.1910), фрейлина двора, дочь отставного майора, племянница А. А. Катенина, по матери внучка В. В. Орлова-Денисова. Поручителями на ее свадьбе были князь А. М. Горчаков и В. А. Коцебу. Была богатой невестой, получила в приданое усадьбу Михайловское Судогодского уезда, где по проекту Е. А. Сабанеева возвела целый комплекс жилых и хозяйственных построек в неоготическом стиле «эпохи Тюдоров». В 1880-е годы усадьба являлась центром светской жизни всей Владимирской губернии. По словам П. И. Чайковского, гостившего в Михайловском, «семья Грузинских была очень симпатичная, княгиня очаровательная и добрая, князь замечательный, и давал много внимания». Похоронена в семейной усыпальнице в с. Спас-Купалище Судогодского уезда. В браке имела двух сыновей и трех дочерей.
Дети — Мария (01.06.1869—22.03.1903; фрейлина, замужем за А. А. Трегубовым, умерла от отека легких), Надежда (07.08.1871—31.10.1909; замужем за князем И. Н. Мещерским, во втором браке за А. М. Кауфман-Туркестанским), Илья (01.04.1874—14.03.1879; похоронен в Спас-Купалищах), Анастасия (23.01.1880—11.07.1931; фрейлина, скончалась в эмиграции в Латвии) и Михаил (28.11.1886—после 1920; окончил университет в Париже, служил чиновником особых поручений при минском губернаторе, камер-юнкер).